# Konstabel Pynt
Konstabel Pynt Lufthavn (Constable Point), eller Nerlerit Inaat, IATA CNP, ICAO BGCO, är en flygplats på östra Grönland cirka 50 km nordväst om Scoresbysund.  
Flygplatsen byggdes år 1985 av det amerikanska petroleumbolaget Arco i samband med oljeletning på Jameson Land och såldes till Grönland fem år senare.
Konstabel har inrikesflyg till några andra flygplatser på Grönland, och en linje till Island. Den används huvudsakligen för att komma till Scoresbysund via helikopter men populariteten ökar för vandringar eller expeditionsturism direkt ifrån flygplatsen. Flygplatsen är en av de flygplatser i världen som har minst befolkning nåbar via väg, vilket endast är flygplatspersonal, cirka 15 personer.